# Linia kolejowa Dijon – Vallorbe
Linia kolejowa Dijon – Vallorbe – zelektryfikowana linia kolejowa we Francji. Biegnie z Dijon przez Dole do Vallorbe w Szwajcarii. Łączy linię kolejową Paryż – Marsylia z Koleją Simplon. Ma długość 145 km i została wybudowana w latach 1855 - 1915.